# Crumenaria
Crumenaria es un género de 7 especies de plantas  pertenecientes a la familia Rhamnaceae.

## Taxonomía
Crumenaria fue descrito por Carl Friedrich Philipp von Martius y publicado en Nova Genera et Species Plantarum . . . 2: 68, en el año 1826. La especie tipo es: Crumenaria decumbens Mart. 

## Especies
- Crumenaria choretroides Martius ex Reisseck
- Crumenaria decumbens Mart.
- Crumenaria diffusa Suess.
- Crumenaria erecta Reissek
- Crumenaria glaziovii Urb.
- Crumenaria lilloi Suess.
- Crumenaria steyermarkii Standl.